# Last Days of Humanity
A Last Days of Humanity holland grindcore/goregrind együttes. Tagok: Rogier Kuzee, Hans Smits, Marc Palmen és William van de Ven. 1989-ben alakultak meg Észak-Brabant tartományban. Az évek során egyszer már feloszlottak. Először 1989-től 2006-ig működtek, majd 2010-től napjainkig.

## Diszkográfia

### Stúdióalbumok
- The Sound of Rancid Juices Sloshing Around Your Coffin (1998)
- Hymns of Indigestible Suppuration (2000)
- Putrefaction in Progress (2010)
- Horrific Compositions of Decomposition (2021)